# Maratón fotográfico

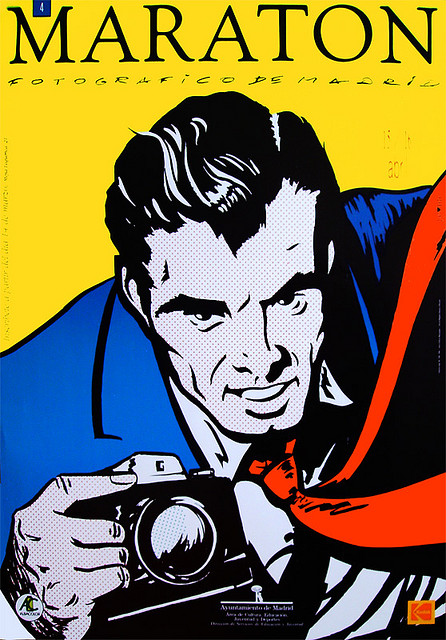
Cartel del IV maratón fotográfico de Madrid

Un maratón fotográfico es un concurso en el que los fotógrafos tienen que fotografiar e interpretar los temas que le propone la organización durante un periodo de tiempo limitado.

## Historia
El maratón fotográfico fue una idea generada a finales de 1983 por Eduardo Soto Pérez y Antonio Bolívar Sánchez Cañete, que entonces se denominaban Colectivo Cartela (y al que también pertenecían Juan Antonio Manzano Arostegui y Luis Álvarez Galovich). En 1984 la presentaron a la Concejalía de la Juventud del Ayuntamiento de Madrid (España), donde Chema de Mingo y Chus Medrano consideraron el interés de su patrocinio para el dinamismo cultural de la ciudad. Obtuvieron el apoyo de Kodak España y de los laboratorios Albacolor.
En 1985 consiguieron poner en marcha la primera edición en Madrid con un sorprendente éxito de participación (2500 fotógrafos). Este concurso sería imitado rápidamente en ciudades de toda España y de gran parte del mundo. El propio colectivo, al que se sumaron Antonio Godoy y Magoga Piñas, organizó 4 ediciones sucesivas en Madrid. También lo celebró en Santiago de Compostela (España) dirigido por Magoga Piñas y más tarde, con su socio, Antonio de Juana, en Lisboa (Portugal).
Durante 24 horas los fotógrafos debían realizar 24 fotografías con los temas que se les iban proporcionando de 4 en 4, en puntos de control que se realizaban cada 4 horas. En la primera edición participaron 2512 participantes, los carretes eran en blanco y negro y la dinámica de 6 controles, más el punto de recogida de carretes, quedó establecida como una dinámica funcional para las ediciones posteriores. Consta que en alguna versión más adelante se hicieron medias maratones de 12 horas o incluso de menos.
Ante la imposibilidad que existía en España entonces de registrar una idea o un formato, Eduardo Soto Pérez y Antonio Bolívar, ya conformados como la empresa Mil Millones SA, procedieron al Registro del Maratón Fotográfico en el Depósito Legal (M-28891-1986) quedando posteriormente inscrito también en el Registro de la Propiedad Intelectual de Madrid con el Número 02482.
La idea triunfó pronto y cundió en ciudades de toda España y en otros países, pasando a celebrarse maratones fotográficos en multitud de ciudades donde todavía siguen celebrándose. En 1987 ya se celebró un primer Maratón Fotográfico en New York, en Estocolmo en 1988. En 1989 Copenghagen tenía su primer Photomarathon, siguiendo Berlín en 1998. Ambos eventos continúan organizándose anualmente.

## Claves
Una de las razones para el éxito multitudinario de este concurso fue aunar la fotografía y la acción: realizar aventuras fotográficas urbanas. Los temas propuestos estimulaban la creatividad de los participantes (por ejemplo: "Ellos vienen de fuera"), concentraban a miles de fotógrafos en puntos determinados de la ciudad en un momento exacto ("Pasaba a las doce de la noche por la Puerta del Sol cuando decidí sacar una foto del reloj"), o llenaban parques de entusiasmados reporteros intentando captar la imagen sugerida ("El duende", un personaje disfrazado al que debían localizar y fotografiar en el parque del Retiro de Madrid). Esto abrió una nueva dimensión a los concursos fotográficos introduciendo el ingenio, la espontaneidad, la participación activa y la creatividad, y también la constancia y la resistencia física y mental para completar las 24 horas de la prueba. Los fotógrafos competían pero también hacían amigos, se divertían y conocían mejor su ciudad, sus museos, rincones y serviciós. Además la organización preparaba en cada control actividades artísticas y culturales (obritas de teatro, exhibición de cortometrajes, actuaciones musicales, exposiciones, construcciones participativas, laberintos, baños en una piscina pública de madrugada, etc.) que se organizaban en exclusiva para los fotógrafos participantes durante el concurso.
Algunos de los temas que se propusieron a lo largo de las 4 ediciones que se celebraron en Madrid: "Autoretrato", "Música, música, música", "Noticia del día", "Amanece en Madrid", "Deporte mañanero", "Naturaleza, flora y fauna", "Cocidito madrileño", "Saltará a las 12.00 horas desde lo alto de la Torre de Madrid", "Tropezón", "Sin título", "Hasta siempre", etc.
El jurado se elegía entre fotógrafos y artistas plásticos de renombre (Ouka Lele,  Miguel Trillo, Ciuco, Jorge Arranz, etc) y, a partir de la segunda edición, incorporaba a los ganadores de la edición anterior (Daniel Font, Amador Toril, JosÉ Antonio Rojo, etc). Los premios se entregaban en una fiesta multitudinaria a la que seguía una exposición de las fotografías de los ganadores. 